# Pea Galaxy

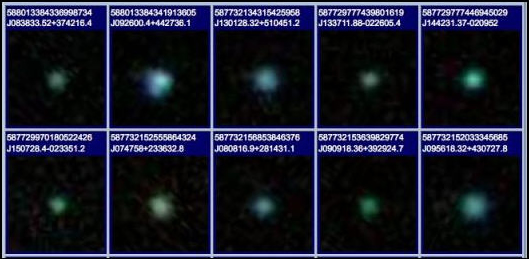
Galaxy Zoo Green Peas.

Una Pea Galaxy (Galassia Pisello), chiamata anche semplicemente Pea (Pisello) o Green Pea (Pisello Verde), è un raro tipo di galassia luminosa compatta, di piccola massa, la cui maggioranza presenta un altissimo tasso di formazione stellare (Starburst), con una caratteristica linea ad alta emissione nello spettro a 5007 Ångström (Å), dovuta alla presenza di ossigeno doppiamente ionizzato.
La prima scoperta risale al 2007 a cura dei volontari del progetto Galaxy Zoo attraverso una sezione dedicata del forum correlato. Il progetto nato con l'intento di classificare più di un milione di galassie è attivo dal luglio 2007.
Le Pea Galaxy sono state così denominate a causa della loro piccola dimensione e della colorazione verdognola mostrata nelle immagini catturate dalla Sloan Digital Sky Survey (SDSS) ed utilizzate da Galaxy Zoo come database di riferimento.
Uno dei fondatori di Galaxy Zoo, Kevin Schawinski, ha dichiarato: Questo è veramente un progetto di 'Scienza Popolare'. È un chiaro esempio di come un nuovo tipo di approccio scientifico abbia prodotto dei risultati che non sarebbero stati altrimenti possibili.

## La Storia della Scoperta
Correlato con il progetto di classificazione Galaxy Zoo esiste un forum dedicato. In questo forum gli utenti possono porre quesiti, inviare immagini interessanti o inusuali e proporre idee. Nel luglio 2007, alcuni giorni dopo la partenza di Galaxy Zoo, venne iniziata da Hanny van Arkel una specifica sezione denominata Give peas a chance ("Diamo una possibilità ai piselli") nella quale vennero segnalati numerosi oggetti verdi. Questa sezione del forum era iniziata un po' per gioco, ma già dal dicembre 2007 risultò chiaramente che alcuni degli oggetti verdi erano un distinto gruppo di galassie.
Queste Pea Galaxies appaiono nella SDSS come immagini verdi non definite, a causa della loro potente emissione nello spettro dell'ossigeno altamente ionizzato, che comporta un aumento della loro luminosità nella banda colore "r", rispetto alle altre due bande colore "g" e "i". La banda colore "r" è mostrata in verde nelle immagini della SDSS. Un gruppo di entusiasti, autoproclamatisi "Peas Corps" (I Corpi dei Piselli), collezionò oltre un centinaio di Peas che vennero raccolte insieme in una specifica sezione appositamente creata da Carolin Cardamone nel luglio 2008. La raccolta, dopo essere stata controllata, costituì la base per una ricerca sistematica nel database di Galaxy Zoo, composto da un milione di oggetti, che fornì alla fine un campione di riferimento di 251 Green Peas.
Nel luglio 2009, un documento intitolato Galaxy Zoo Green Peas: Discovery of A Class of Compact Extremely Star-Forming Galaxies (Galaxy Zoo Green Peas: la scoperta di una classe di galassie compatte con una estrema formazione stellare) venne pubblicato nelle Monthly Notices of the Royal Astronomical Society MNRAS. All'interno del documento sono stati citati 10 volontari di Galaxy Zoo per aver dato un contributo particolarmente significativo: Elisabeth Baeten, Gemma Coughlin, Dan Goldstein, Brian Legg, Mark McCallum, Christian Manteuffel, Richard Nowell, Richard Proctor, Alice Sheppard and Hanny Van Arkel. Sono stati ringraziati per aver dato una possibilità ai piselli.

## Descrizione
Le Pea Galaxies sono essenzialmente delle galassie compatte con una forte linea di emissione dell'ossigeno, aventi uno spostamento verso il rosso (redshift) compreso fra z= 0,112 e z= 0,360. Tali galassie di piccola massa hanno una dimensione non superiore a 16.300 a.l. (5.000 pc) e sono tipicamente concentrate in ambienti con una densità minore ai due terzi dei normali ambienti galattici. Una tipica Pea Galaxy, nella quale siano presenti aree di formazione stellare elevata (Starburst), presenta mediamente un redshift pari a z= 0,258 ed una massa all'incirca di 3.160 milioni di masse solari (M☉), un tasso di formazione stellare pari a 13 masse solari per anno, una banda di emissione di ossigeno doppiamente ionizzato [O III] (O2+) con un'ampiezza di 69,4 nm ed una bassa metallicità. La banda di emissione dell'ossigeno doppiamente ionizzato [O III], ad una lunghezza d'onda di 500,7 nm, è una cosiddetta linea proibita dello spettro, possibile solo in presenza di una bassissima densità.
Le Pea Galaxies sono attualmente tra le galassie con il tasso di formazione stellare più elevato. La comparazione fra le Pea Galaxies e la Via Lattea può essere utile per confrontarne il tasso di formazione stellare. La nostra Galassia è una galassia a spirale con una massa pari a circa 580.000 milioni di masse solari (M☉). Ricerche condotte dall' Agenzia Spaziale Europea (European Space Agency - ESA ) e dalla NASA hanno dimostrato che la Via Lattea ha un tasso di produzione stellare pari a 4 masse solari per anno (M☉/a).
Mediamente una Pea Galaxy, nella quale è in corso un processo di formazione stellare, presenta una massa di circa 3.162 milioni di masse solari(M☉), quindi 175 volte inferiore alla Via Lattea, ma con una media di formazione stellare pari a circa 13 masse solari per anno(M☉/a), cioè circa 3,25 volte di più della nostra Galassia. Questo significa che se una Pea Galaxy avesse la stessa massa della nostra avrebbe un tasso di formazione 568 volte più veloce.
Paragonando la Pea Galaxy con il tasso di formazione più elevato attualmente conosciuta, 59 masse solari per anno (M☉/a) e con una massa di 7.075 milioni di masse solari (M☉), alla Via Lattea otterremmo un tasso 14,75 volte superiore.
Se tale galassia avesse la stessa massa della nostra, 80 volte più grande, produrrebbe stelle con un tasso 1.180 volte superiore.
Le Pea Galaxies risalgono ad un'epoca in cui l'Universo aveva circa 3/4 della sua età attuale, consentendo, pertanto, di conoscere il processo di formazione delle galassie in un Universo più giovane. Si tratta di galassie piuttosto giovani, con un'età stimata attorno a 108 anni (un centesimo di quella della nostra Galassia) in base ai modelli di popolazione stellare. Le stime sull'età tuttavia dipendono molto dal modello utilizzato nel calcolo.
Queste galassie dovevano essere molto comuni nell'Universo più giovane, ma non riusciamo osservare galassie così attive al giorno d'oggi, ha dichiarato Schawinski. Comprendere le Green Peas può consentirci di conoscere il processo di formazione stellare nell'Universo più giovane e capire come le galassie si evolvono.

## Fisica

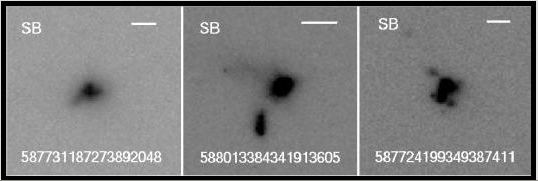
Immagini di tre Pea Galaxy riprese dal telescopio spaziale Hubble.

Ad oggi solo 5 Pea sono state catturate nelle immagini del Telescopio spaziale Hubble (HST). In tre è evidente la presenza di grumi luminosi di formazione stellare ed una bassa densità superficiale indicativa di una fusione recente o ancora in corso. Le tre immagini sono state acquisite nel corso di uno studio di galassie locali con emissioni nell'ultravioletto effettuato nel 2005. Le galassie oggetto di fusione sono frequentemente luogo di un'attiva formazione stellare e nel grafico è riportata la comparazione, espressa in masse solari, fra le Pea e 3003 galassie in fusione estratte sempre da Galaxy Zoo. Il grafico mostra che le Pea Galaxies hanno una massa non elevata, tipica delle galassie nane, ed un rateo di formazione stellare (SFR= Star Formation Rate) più elevato delle galassie in fusione. La linea nera tratteggiata rappresenta una costante di formazione stellare di 10 masse solari per anno. Molte delle Pea hanno tassi di formazione fra 3 e 10 masse solari per anno e, pertanto, seguono molto da vicino tale linea.
Le Pea Galaxy sono rare. Su un milione di oggetti che costituiscono il database GZ, solo 251 sono Pea Galaxy. Dopo l'esclusione di 148 oggetti dovuta alla contaminazione atmosferica del loro spettro, i rimanenti 103 con il più alto rapporto segnale/rumore, sono stati analizzati ulteriormente e 80 di questi si rivelarono essere galassie starburst. Il diagramma sulla sinistra illustra 103 di queste galassie a banda ristretta (tutte con rapporto segnale/rumore ≥ 3 nella banda di emissione), 10 nuclei galattici attivi (AGN) (losanghe blu), 13 oggetti di transizione (croci verdi) e 80 galassia starburst (asterischi rossi). La linea continua rappresenta la massima componente di starburst secondo Kewley et al. (2001) (marcata Ke01). La linea tratteggiata separa gli oggetti sede di sola formazione stellare dai nuclei galattici attivi (AGN), secondo Kauffmann et al. (2003) (Ka03).
Le Pea Galaxy mostrano una linea di emissione forte in confronto al resto della loro intera emissione spettrale. Nello spettro SSDS, presentano un ampio picco con la massima emissione per l' [0III]. La lunghezza d'onda dell'[OIII] (500,7 nm) è stata scelta per determinare la luminosità delle Pea utilizzando la larghezza di banda equivalente. L'istogramma alla destra mostra nelle ascisse la larghezza di banda equivalente di un confronto tra 10.000 galassie normali (in rosso), galassie con emissione nell'UV (in blu) e galassie pisello (in verde). L'istogramma rivela come la larghezza di banda equivalente delle Pisello sia notevolmente più grande della norma anche considerando galassie starburst prolifiche com le galassie UV luminose.
Nel lavoro del GZ Green Peas, le galassie pisello sono paragonate ad altre galassie compatte come le Nane Blu Compatte e le galassie UV luminose, sia locali che molto più lontane. I dati mostrano che le Pisello formano una classe di galassie differente rispetto alle galassie Nane Ultra Blu Compatte, ma simili alle più luminose tra le galassie Nane Blu Compatte. Le Pisello sono simili anche alle galassie UV luminose con alto redshift come le Galassie dove si ha un'interruzione della serie Lyman e quelle ad emissione Lyman-alfa .
Il lavoro conclude che se i processi in corso nelle Pisello sono simili a quelli riscontrati nelle galassie UV luminose ad alto redshift, le Pisello potrebbero essere le ultime vestigia di un modo di formazione stellare frequente nell'Universo giovane.
Nella compilazione del lavoro, la classificazione spettrale fu eseguita usando la metodologia Gas and Absorption Line Fitting (GANDALF). Questo sofisticato software è stato programmato da Marc Sarzi, che ha collaborato all'analisi degli spettri SDSS. Fu inoltre usata la classica diagnostica delle linee di emissione di Baldwin, Phillips e Terlevitch per separare le starburst dagli AGN. Sulla sinistra è un esempio di linea di emissione GANDALF, che mostra lo spettro tipico di una Pisello con formazione stellare. In nero la banda di base dello spettro osservato e in rosso la linea di emissione GANDALF. I passaggi del filtro SDSS sono inclusi come linee tratteggiate blu. Da notare che la lunghezza d'onda [OIII] a 500,7 nm è spostata verso il rosso all'interno della banda "r".
Le galassie Pisello hanno un basso valore di arrossamento stellare, come mostrato dall'istogramma alla destra dove quasi tutte le Pisello hanno un indice di colore E(B-V) ≤ 0,25. La distribuzione mostrata indica che le regioni a forte emissione delle Pisello con attiva formazione stellare non sono particolarmente arrossate, in particolare se comparate a galassie con formazione stellare media o con le starburst. Questo basso arrossamento, assieme ad una luminosità UV molto alta, è raro nelle galassie dell'Universo locale mentre si trova più facilmente nelle galassie con più alto redshift.
Cardamone et al. descrivono le Galassie Pisello come dotate di bassa metallicità (la metallicità indica gli elementi al di fuori di idrogeno ed elio), ma che l'ossigeno presente è altamente ionizzato. Le Pisello hanno una metallicità media di log[O/H]+12~8,69 che è considerata di livello solare o sub solare a seconda del tipo di valori standard utilizzati. Sebbene le Pisello seguano generalmente la relazione massa metallicità, si spostano dalla media alle masse più elevate, che quindi non seguono la tendenza. Le Pisello hanno una gamma di masse, ma una metallicità più uniforme dei campioni comparativi. Queste metallicità sono comuni in galassie a piccola massa come le Pisello.
Tuttavia, nell'aprile 2010, Amorin et al. hanno contestato le metallicità calcolate nel lavoro originale di Cardamone et al. sulle Pea galaxy, che si trovano nella tavola 4, colonna 8, pagina16. In una lettera pubblicata nel The Astrophysical Journal, R. Amorin, E.Perez-Montero e J.Vilchez dell'IAA-CISC, usano una metodologia differente da quella di Cardamone et al. e ottengono valori di metallicità di poco superiori al 20% dei valori precedenti (circa 20% di quelli solari). Questi valori medi corrispondono a log[O/H]+12~8,05 con una chiara discordanza di 0,65dec tra i valori nei due lavori. Bisogna notare che Morin et al. usano un campione più piccolo di sole 80 galassie di questo tipo, tutte galassie starburst, rispetto al campione di Cardamone costituito da oltre 200 galassie. Nel loro campione di 80, Amorin et al., usano un metodo diretto al posto dei metodi a banda forte usati da Cardamone et al., per calcolare le proprietà fisiche e l'abbondanza di ioni di ossigeno e azoto. Questi metalli inquinano l'idrogeno e l'elio che costituiscono la maggioranza degli elementi presenti nelle galassie. Poiché i metalli sono prodotti dalle supernovae, più antica è la galassia, maggiore è la concentrazione metallica. Poiché le galassie Pisello sono nell'Universo vicino, o più vecchio, dovrebbero avere più metalli delle galassie di un'epoca precedente.
Amorin et al. trovano che l'ammontare di metalli, compresa l'abbondanza di azoto, differisce dai valori normali e quindi che le Pea non sono in linea con la relazione massa-metallicità come ipotizzato da Cardamone et al. Questa analisi indica che le Green Pea possono essere considerate come vere galassie povere di metalli. Amorin et al. ritengono che questa scarsa abbondanza di ossigeno sia dovuta ad un recente apporto di gas indotto da interazioni, probabilmente accoppiato ad una perdita selettiva di gas ricco in metalli, causato da venti di supernovae e ciò potrebbe spiegare le loro osservazioni. Ciò inoltre suggerisce che le Pea siano probabilmente galassie che hanno avuto un'origine recente poiché l'intensità della loro formazione stellare arricchirebbe velocemente il loro gas.
Assieme alle immagini dalla SDSS, per determinare i valori ultravioletti sono state usate immagini provenienti da GALEX. Questi studi sono ben calibrati sia in profondità che in ampiezza, e 139 delle 251 galassie tipo Green Pea campionate si trovano nella GALEX Release 4 (G.R.4). In 56 delle 80 galassie di questo tipo con formazione stellare in corso rilevate dal GALEX, la luminosità media è di 30 milioni {\displaystyle L_{\odot }}.

## Tabella dati
|                                          | Massimo                          | Minimo                          | Media        | Valore più prossimo alla media   |
| ---------------------------------------- | -------------------------------- | ------------------------------- | ------------ | -------------------------------- |
| Distanza                                 | z=0,348 (587732134315425958)     | z=0,141 (587738947196944678)    | z=0,2583     | z=0,261 (587724240158589061)     |
| Massa                                    | 1010,48 M☉ (588023240745943289)  | 108,55 M☉ (587741392649781464)  | 109,48 M☉    | 109,48 M☉ (587724241767825591)   |
| Tasso di formazione stellare             | 59 M☉/yr (587728906099687546)    | 2 M☉/yr (588018090541842668)    | 13,02 M☉/yr  | 13 M☉/yr (588011122502336742)    |
| Luminosità (ampiezza equivalente [OIII]) | 238,83 nm (587738410863493299)   | 1,2 nm (587741391573287017)     | 69,4 nm      | 67,4 nm (588018090541842668)     |
| Luminosità (UV)                          | 36,1×1036 W (587733080270569500) | 1,9×1036 W (5888488999,9446344) | 12,36×1036 W | 12,3×1036 W (588018055652769997) |